# Escribanía General de Gobierno (Argentina)
La Escribanía General de Gobierno, dependiente del Ministerio de Justicia y Derechos Humanos nació el 21 de agosto de 1863 mediante decreto del entonces presidente Bartolomé Mitre.
Tiene la función de ejercer la titularidad del Registro Notarial del Estado Nacional; conservar y custodiar las declaraciones juradas patrimoniales de los funcionarios de la Administración Pública Nacional, de acuerdo con lo que dispusieren las normas vigentes en la materia; registrar y archivar los títulos de propiedad de los inmuebles pertenecientes al Estado Nacional; y realizar actos notariales extraprotocolares en los que el Estado Nacional tuviere interés. Está a cargo del Escribano General del Gobierno de la Nación, quien será titular del Registro Notarial del Estado Nacional, siendo designado y removido por el Poder Ejecutivo Nacional. Para ser titular o adscripto del Registro Notarial del Estado Nacional, se requiere tener, como mínimo, cinco años de ejercicio profesional como titular o adscripto de un Registro Notarial, nacional o provincial.

## Registro Notarial
El Registro Notarial del Estado Nacional tiene:
a) un protocolo general, en el que se asientan la generalidad de las escrituras (los contratos que deban celebrarse por escritura pública, cuando sea parte el Estado Nacional; las actuaciones administrativas en las que se instrumenten donaciones de bienes inmuebles a favor del Estado Nacional, cuando así lo dispusiere la Escribanía General o lo requiriere el organismo interesado; los demás actos en que sea parte el Estado Nacional, cuando por su naturaleza o importancia así lo dispusiere el Poder Ejecutivo Nacional.)
b) un protocolo secreto, en el que se asientan aquellas escrituras que por su índole o naturaleza, deban mantenerse ajenas al examen público, cuando así lo dispusiere el Poder Ejecutivo Nacional;
c) un libro de juramentos, en el que se extienden las actas de las asunciones, reasunciones y delegaciones de mando del Presidente y Vicepresidente de la Nación y los juramentos de los Ministros del Poder Ejecutivo Nacional y de los jueces de la Corte Suprema de Justicia de la Nación, cuando lo presten ante el presidente de la República.

## Nómina de Escribanos
| N.º | Escribano                         | Partido | Partido       | Periodo                                           | Presidente |
| --- | --------------------------------- | ------- | ------------- | ------------------------------------------------- | --- |
| 1   | Juan Francisco Gutiérrez          |         | Independiente | 21 de agosto de 1863 - 12 de octubre de 1880      | Bartolomé Mitre Domingo Faustino Sarmiento Nicolás Avellaneda |
| 2   | Manuel Ponce                      |         | Independiente | 12 de octubre de 1880 - 1882                      | Julio Argentino Roca |
| 3   | Félix Romero                      |         | Independiente | 1882 - 1888                                       | Julio Argentino Roca Miguel Juárez Celman |
| 4   | Anacleto Restra                   |         | Independiente | 1888 - 1902                                       | Miguel Juárez Celman Carlos Pellegrini Luis Sáenz Peña José Evaristo Uriburu Julio Argentino Roca |
| 5   | Enrique Garrido                   |         | Independiente | 1902 - 1940                                       | Julio Argentino Roca Manuel Quintana José Figueroa Alcorta Roque Sáenz Peña Victorino de la Plaza Hipólito Yrigoyen Marcelo Torcuato de Alvear Hipólito Yrigoyen José Félix Uriburu Agustín Pedro Justo Roberto Marcelino Ortiz |
| 6   | Jorge Garrido                     |         | Independiente | 1940 - 24 de marzo de 1976                        | Roberto Marcelino Ortiz Ramón S. Castillo Pedro Pablo Ramírez Edelmiro Julián Farrell Juan Domingo Perón Eduardo Lonardi Pedro Eugenio Aramburu Arturo Frondizi José María Guido Arturo Illia Juan Carlos Onganía Roberto Marcelo Levingston Alejandro Lanusse Héctor José Cámpora Raúl Lastiri Juan Domingo Perón María Estela Martínez de Perón |
| 7   | Jorge María Allende               |         | Independiente | 24 de marzo de 1976 - 1982                        | Jorge Rafael Videla Roberto Viola Leopoldo Fortunato Galtieri |
| -   | Eduardo Carranza Vélez (interino) |         | Independiente | 1982 - 1983                                       | Leopoldo Fortunato Galtieri Reynaldo Bignone Raúl Alfonsín |
| 8   | Natalio Etchegaray                |         | Independiente | 1983 - 10 de diciembre de 2015                    | Raúl Alfonsín Carlos Menem Fernando de la Rúa Adolfo Rodríguez Saá Eduardo Duhalde Néstor Kirchner Cristina Fernández de Kirchner |
| 9   | Carlos Marcelo D'Alessio          |         | Independiente | 10 de diciembre de 2015 - 10 de diciembre de 2019 | Mauricio Macri |
| 10  | Carlos Víctor Gaitán              |         | Independiente | 10 de diciembre de 2019 - 11 de diciembre de 2023 | Alberto Fernández |
| 11  | Martín Rodríguez Giesso           |         | Independiente | 12 de diciembre de 2023 - en el cargo             | Javier Milei |